# Puchar Kazachstanu w hokeju na lodzie
Puchar Kazachstanu w hokeju na lodzie (ros. Кубок Казахстана по Хоккею) – cykliczne, krajowe pucharowe rozgrywki klubowe w hokeju na lodzie w Kazachstanie.

## Triumfatorzy
- 2002: Kazcynk-Torpedo
- 2003: Kazcynk-Torpedo
- 2004: Kazcynk-Torpedo
- 2005: Kazakmys Karaganda
- 2006: Kazakmys Sätbajew
- 2007: Kazcynk-Torpedo
- 2008: Kazakmys Sätbajew
- 2009: nie rozgrywano
- 2010: Gorniak Rudnyj
- 2011/2012: Arystan Temyrtau[1]
- 2012/2013: Arłan Kokczetaw[2]
- 2013/2014: Arłan Kokczetaw[3]
- 2014/2015: Jertys Pawłodar[4]
- 2015/2016: Gorniak Rudnyj[5]
- 2016/2017: Kułagier Pietropawłowsk[6][7][8]
- 2017/2018: Kułagier Pietropawłowsk[9]
- 2018/2019: Ałtaj Torpedo Ust-Kamienogorsk[10][11]
- 2019/2020: Ałtaj Torpedo Ust-Kamienogorsk[12]
- 2020/2021: Saryarka Karaganda[13][14]